# انتخابات مجلس الأمن التابع للأمم المتحدة 1987
أُجريت انتخابات مجلس الأمن التابع للأمم المتحدة لعام 1987 في 15 أكتوبر 1987 خلال الدورة الثانية والأربعين للجمعية العامة للأمم المتحدة، التي عقدت في مقر الأمم المتحدة في مدينة نيويورك. انتخبت الجمعية العامة الجزائر والبرازيل ونيبال والسنغال ويوغوسلافيا أعضاءً غير دائمين في مجلس الأمن التابع للأمم المتحدة لمدة عامين تبدأ في 1 يناير 1988.

## القواعد
يتألف مجلس الأمن من 15 مقعدا، يشغلها خمسة أعضاء دائمين وعشرة أعضاء غير دائمين. وفي كل عام، يتم انتخاب نصف الأعضاء غير الدائمين لمدة عامين.   ولا يجوز للعضو الحالي أن يترشح على الفور لإعادة انتخابه. 
وفقًا للقواعد التي يتم بموجبها تناوب المقاعد العشرة غير الدائمة في مجلس الأمن بين الكتل الإقليمية المختلفة التي تقسم إليها الدول الأعضاء في الأمم المتحدة تقليديًا لأغراض التصويت والتمثيل،  يتم تخصيص المقاعد الخمسة المتاحة على النحو التالي:
- مقعدان للدول الإفريقية، أحدهما لـ"المقعد العربي" (تشغلهما الكونغو وغانا)
- مقعد للمجموعة الآسيوية (الآن مجموعة آسيا والمحيط الهادئ)[5](تشغله الإمارات العربية المتحدة)
- مقعد لأمريكا اللاتينية ومنطقة البحر الكاريبي (تشغله فنزويلا)
- مقعد لمجموعة أوروبا الشرقية (تشغله بلغاريا)

ولكي يتم انتخابه، يجب أن يحصل المرشح على أغلبية ثلثي الحاضرين والمصوتين. إذا كان التصويت غير حاسم بعد الجولة الأولى، فسيتم إجراء ثلاث جولات من التصويت المقيد، تليها ثلاث جولات من التصويت غير المقيد، وهكذا، حتى يتم الحصول على نتيجة. في التصويت المقيد، لا يجوز التصويت إلا على المرشحين الرسميين، بينما في التصويت غير المقيد، يجوز التصويت على أي عضو في مجموعة إقليمية معينة، باستثناء أعضاء المجلس الحاليين.

## النتيجة
وتم التصويت على ورقة اقتراع واحدة. وبلغ عدد بطاقات الاقتراع 158 ورقة.
| الدولة                  | الجولة الأولى | الجولة الثانية |
| البرازيل                | 151           | —              |
| يوغوسلافيا              | 146           | —              |
| نيبال                   | 144           | —              |
| السنغال                 | 132           | —              |
| الجزائر                 | 104           | 113            |
| المغرب                  | 61            | 42             |
| نيجيريا                 | 2             | —              |
| بنين                    | 1             | —              |
| غيانا                   | 1             | —              |
| الهند                   | 1             | —              |
| ليبيا                   | 1             | —              |
| باكستان                 | 1             | —              |
| رومانيا                 | 1             | —              |
| ممتنعون                 | 0             | 3              |
| بطاقات الاقتراع الباطلة | 0             | 0              |
| الأغلبية المطلوبة       | 106           | 104            |

## روابط خارجية
- وثيقة الأمم المتحدة A/42/PV.40 المحضر الرسمي لجلسة الجمعية العامة، 15 أكتوبر/تشرين الأول 1987
- وثيقة الأمم المتحدة A/59/881 مذكرة شفوية من البعثة الدائمة لكوستاريكا تحتوي على سجل لانتخابات مجلس الأمن حتى عام 2004